# 足助郵便局
足助郵便局（あすけゆうびんきょく）は愛知県豊田市にある郵便局。民営化前の分類では集配特定郵便局であった。

## 概要
住所：〒444-2499 愛知県豊田市足助町本町23
民営化直前の集配業務再編において、多くの集配特定郵便局は配達センターとなったが、当局は地域郵便輸送の拠点として統括センターとされたため、民営化に際し郵便事業株式会社の支店が併設された。

## 沿革
- 1872年10月17日（明治5年9月15日） - 足助郵便取扱所として開設[1]。
- 1875年（明治8年）1月1日 - 足助郵便局（五等）となる。
- 1876年（明治9年）3月22日 - 為替取扱を開始。
- 1878年（明治11年）9月25日 - 貯金取扱を開始。
- 1897年（明治30年）12月26日 - 足助郵便電信局となる。
- 1903年（明治36年）4月1日 - 通信官署官制の施行に伴い足助郵便局となる。
- 1956年（昭和31年）9月10日 - 風景入通信日付印の使用を開始[2]。
- 1960年（昭和35年）1月 - 局舎落成。
- 1960年（昭和35年）2月23日 - 阿摺郵便局から電話交換事務の取扱を移管。
- 1969年（昭和44年）6月20日 - 電話交換および和文電報配達業務を足助電報電話局に移管。
- 2007年（平成19年）10月1日 - 民営化に伴い、併設された郵便事業足助支店に一部業務を移管。
- 2012年（平成24年）10月1日 - 日本郵便株式会社発足に伴い、郵便事業足助支店を足助郵便局に統合。

## 取扱内容
- 郵便、印紙、ゆうパック、内容証明
- 貯金、為替、振替、振込、国際送金、国債
- 生命保険、バイク自賠責保険
- ゆうちょ銀行ATM
- 「444-24xx」区域（豊田市（旧東加茂郡足助町域の一部））の集配業務
- ゆうゆう窓口

## 周辺
- 豊田市役所足助支所
- 香嵐渓
- 足助資料館
- 国道153号
- 国道420号
- 足助川

## アクセス
- 名鉄バス、とよたおいでんバス 足助学校下停留所、もしくは足助地域バス（あいま〜る） 足助郵便局停留所下車
- 猿投グリーンロード 力石ICから東へ約10km、東海環状自動車道 鞍ヶ池スマートICから北東へ約12km
- 駐車場あり：4台